# Univar
Univar è una compagnia di distribuzione di prodotti chimici statunitensi, è una delle più grandi aziende del mondo nel suo settore e opera principalmente in Nord America e in Europa.

## Storia
Univar è stata fondata nel 1924 da George Van Waters e Nat S. Rogers a Seattle. Inizialmente la compagnia si occupava di brokeraggio, vendita e acquisto di merci destinate al trasporto navale (principalmente materie prime come il cotone) prima di entrare nel mondo dei prodotti chimici.
L'azienda fu acquistata dalla Ulixes ed è attualmente sotto il controllo congiunto della CVC Capital Partners e della Clayton, Dubilier & Rice.